# Antonio Coppolas byst
Antonio Coppolas byst är en skulptur, utförd av Pietro Bernini och Giovanni Lorenzo Bernini. Den återfinns i museet vid San Giovanni dei Fiorentini i Rom. Antonio Coppola (1533–1612) var en förmögen florentinsk kirurg som levde i Rom och som testamenterade hela sin förmögenhet till sjukhuset vid San Giovanni dei Fiorentini. 
Enligt arkivdokument gjordes en dödsmask i vax av Coppolas huvud och ”skulptören Bernini” gavs uppdraget att utföra bysten. Forskare anser, att far och son Bernini samarbetade i förfärdigandet av denna byst. Den amerikanske konsthistorikern Irving Lavin menar, att Pietro Bernini agerade agent för sin brådmogne son, som vid Coppolas död var 13 år gammal och ännu inte var medlem i marmorskulptörernas skrå. Lavin hävdar, att Pietro assisterade sin son i detta skulpturala arbete.
Coppolas kappa med de många vecken är av Pietros hand. Genetisk stilanalys visar att han använde sig av detta motiv i reliefen Jungfru Marie himmelsfärd (1607–1610) i Santa Maria Maggiore. Karakteristiskt för bysten är handen som vilar på klädnadens drapering; detta är även fallet i Giovanni Lorenzos byster av Giovanni Vigevano (1617–1618) och Thomas Baker (1638).